# FC Nöttingen

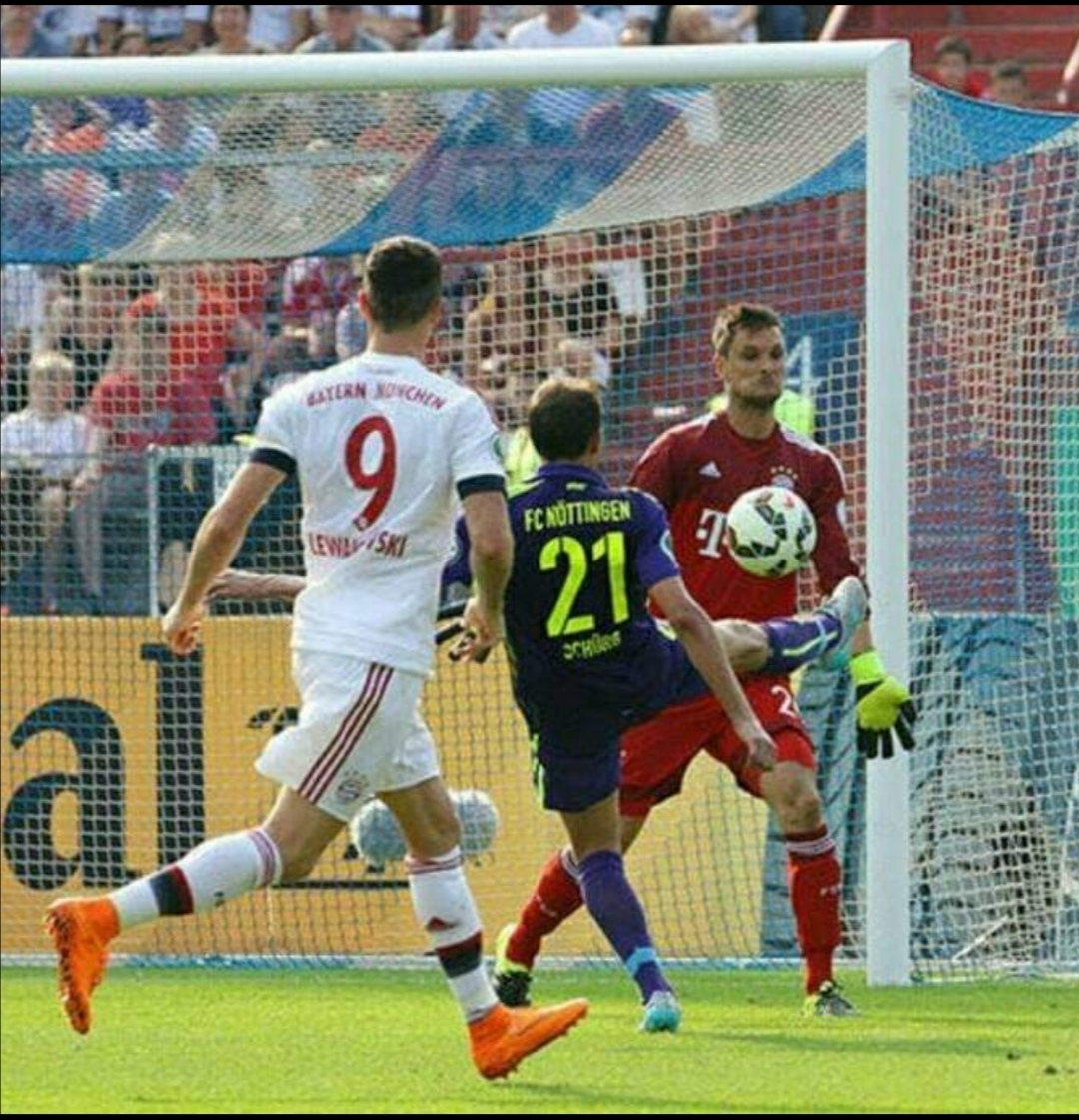
FC Nöttingen mot FC Bayern München 2025

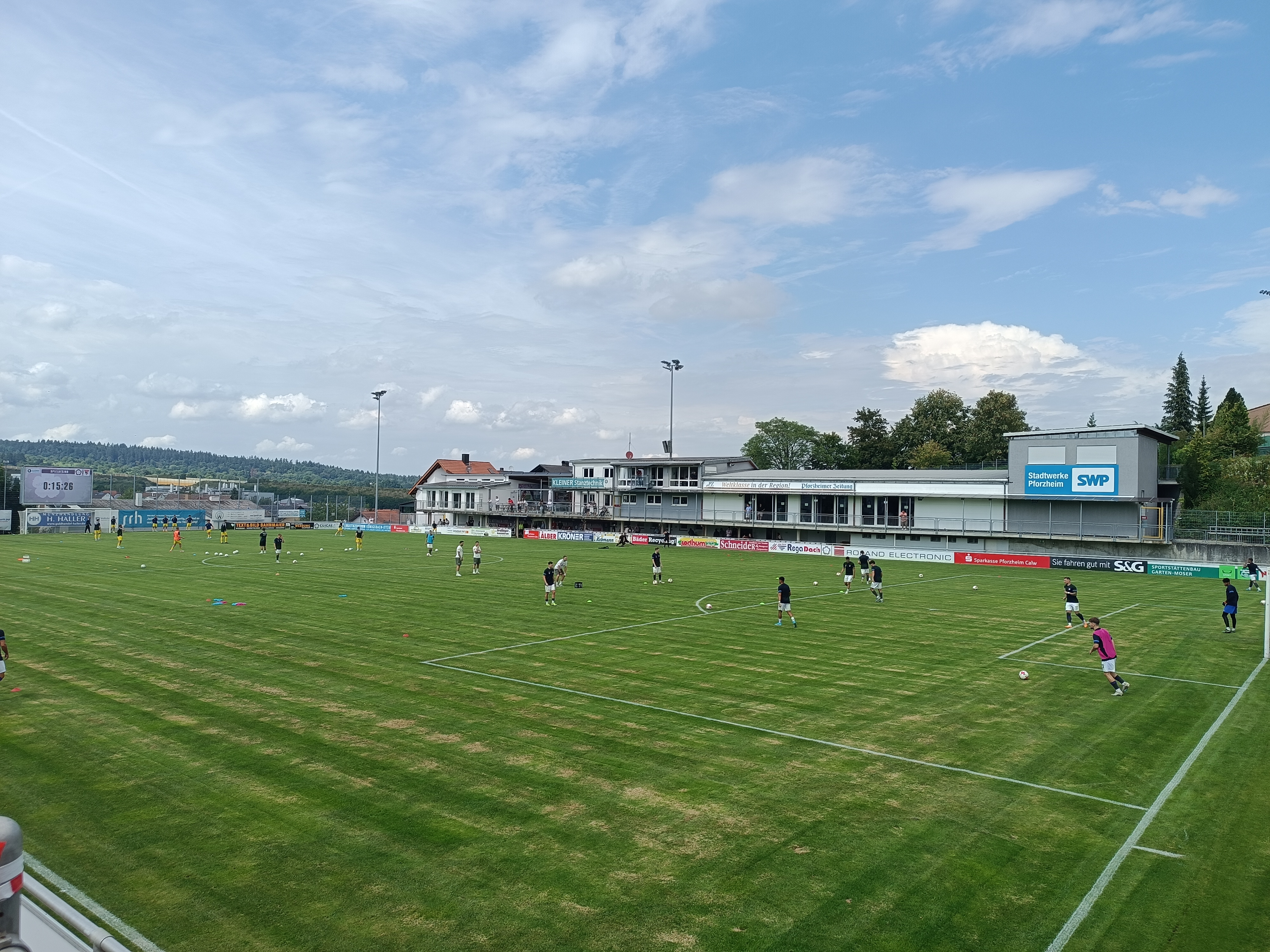
Kleiner Arena Nöttingen

FC Nöttingen, vars fullständiga namn är Fußballclub Nöttingen 1957, är en tysk fotbollsklubb från Remchingen.

## Historia
FC grundades den 2 juli 1957 och har TSV Germania Nöttingen, som grundades före första världskriget, som föregångare. Germania lades ner 1927.
Den moderna efterföljaren steg sakta men säkert, från B-klassfotboll till A-klass 1969, vidare till Bezirksliga Pforzheim 1972, Landesliga Mittelbaden 1996, Verbandsliga Nordbaden (V) 1997 och Oberliga Baden-Württemberg (IV) 2002. När FC nådde Regionalliga Süd (dåvarande tredjedivisionen i Tyskland) 2004 snubblade man och åkte ur efter att ha slutat på sista plats. Klubben spelar för närvarande i den femte nivån Oberliga Baden-Württemberg som ett lag i den nedre tabellen.
Under 2010-11 ledde klubben Oberliga under större delen av säsongen, men missade till slut titeln och uppflyttning till Waldhof Mannheim när man förlorade säsongens två sista matcher. En tredjeplats i Oberliga kvalificerade klubben för uppflyttningsslutspelet till Regionalliga Südwest, där man besegrade FSV Salmrohr och säkrade uppflyttning. Efter bara en säsong i Regionalliga blev klubben nedflyttad till Oberliga igen 2015. Som tvåa i Oberliga 2015-16 blev Nöttingen återigen uppflyttade till Regionalliga efter ett play-off efter oavgjort 4-0 mot SC Hauenstein i den sista matchen.